# Luke Littler
Luke Littler (Runcorn, 2007. január 21. –) világbajnok angol dartsjátékos. 2019 és 2020 között a British Darts Organisation, majd 2023-tól a Professional Darts Corporation tagja. 2023-ban megnyerte a PDC ifjúsági világbajnokságát, 2025-ben a sportág legfiatalabb világbajnoka lett. Beceneve "The Nuke".

## Pályafutása
Luke Littler akkor robbant be a darts világában, amikor 14 évesen dobott egy kilencnyilast. 2022-ben megnyerte a Man-szigeti Open ifjúsági bajnokságát, valamint a Romanian Classic bajnokságot is.
2023-ban megnyerte a MODUS Super Series bajnokságot, majd a PDC ifjúsági világbajnokságát is, ezzel kvalifikált a 2024-es PDC-világbajnokságra.
Ő a második legfiatalabb, akinek sikerült mérkőzést nyernie a PDC-világbajnokságon: mindössze 16 évesen és 11 hónaposan (Csak Kirk Shepherd előzi meg, akinek 16 évesen és 1 hónaposan sikerült megnyernie első világbajnoki mérkőzését).
2025-ben a sportág legfiatalabb világbajnoka lett, miután 7–3-ra legyőzte a világbajnoki döntőben Michael van Gerwent.

## Világbajnoki szereplései

### WDF
- 2022: Harmadik kör (vereség  Richard Veenstra ellen 0–3)

### PDC
- 2024: Döntő (vereség  Luke Humphries ellen 4–7)
- 2025: Győztes ( Michael van Gerwen ellen 7–3)

## Döntői

### PDC nagytornák: 8 döntős szereplés
| Történet                          |
| PDC Világbajnokság (1–1)          |
| World Matchplay (1–0)             |
| UK Open (1–0)                     |
| Grand Slam (1–0)                  |
| Premier League (1–1)              |
| Players Championship Finals (0–1) |

| Eredmény | Sorszám | Év   | Bajnokság                   | Ellenfél a döntőben | Pontok    |
| Döntős   | 1.      | 2024 | PDC Világbajnokság          | Luke Humphries      | 4–7 (sz)  |
| Győztes  | 1.      | 2024 | Premier League Darts        | Luke Humphries      | 11–7 (l)  |
| Győztes  | 2.      | 2024 | Grand Slam of Darts         | Martin Lukeman      | 16–3 (l)  |
| Döntős   | 2.      | 2024 | Players Championship Finals | Luke Humphries      | 7–11 (l)  |
| Győztes  | 3.      | 2025 | PDC Világbajnokság          | Michael van Gerwen  | 7–3 (sz)  |
| Győztes  | 4.      | 2025 | UK Open                     | James Wade          | 11–2 (l)  |
| Döntős   | 3.      | 2025 | Premier League Darts        | Luke Humphries      | 8–11 (l)  |
| Győztes  | 5.      | 2025 | World Matchplay             | James Wade          | 18–13 (l) |

### PDC World Series of Darts tornák: 6 döntős szereplés
| Történet                           |
| World Series of Darts Finals (1–0) |
| World Series of Darts (3–2)        |

| Eredmény | Sorszám | Év   | Bajnokság                    | Ellenfél a döntőben | Pontok   |
| Győztes  | 1.      | 2024 | Bahrain Darts Masters        | Michael van Gerwen  | 8–5 (l)  |
| Döntős   | 1.      | 2024 | Dutch Darts Masters          | Michael van Gerwen  | 6–8 (l)  |
| Győztes  | 2.      | 2024 | Poland Darts Masters         | Rob Cross           | 8–3 (l)  |
| Döntős   | 2.      | 2024 | Australian Darts Masters     | Gerwyn Price        | 1–8 (l)  |
| Győztes  | 3.      | 2024 | World Series of Darts Finals | Michael Smith       | 11–4 (l) |
| Győztes  | 4.      | 2025 | Australian Darts Masters     | Mike De Decker      | 8–4 (l)  |

1. 1 2  (l) = pontszám legekben, (sz) = pontszám szettekben.

## További tornagyőzelmei
| Players Championships - Players Championship (MK): 2024 - Players Championship (WIG): 2024 (x2) European Tour Events - Austrian Darts Open: 2024 - Belgian Darts Open: 2024, 2025 World Series of Darts Events - Bahrain Darts Masters: 2024 - Poland Darts Masters: 2024 - Australian Darts Masters: 2025 Youth events - JDC World Championship: 2022, 2023 - PDC Development Tour: 2023 (x5) - World Youth Masters: 2022 - British Classic: 2021 - British Internationals: 2022 - England Open: 2021, 2022 - Gibraltar Open: 2023 - Irish Open: 2021 - Isle of Man Open: 2019, 2020, 2022, 2023 - Welsh Classic: 2021, 2022 - Welsh Open: 2021, 2022 - JDC Tour: 2020 (x2) - JDC Super 16: 2021, 2022 PDC World Youth Championship - World Youth Championship: 2023 | - British Classic: 2023 - British Open: 2023 - British Internationals: 2022 - Gibraltar Open: 2023 - Irish Open: 2021 - Isle of Man Classic: 2023 - Romanian Classic: 2022 - Welsh Open: 2022 - UK Open Qualifier: 2023 - MODUS Super Series: 2023 (x2) |

## Televíziós 9 nyilasai
| Időpont           | Ellenfél           | Torna                 | Kombináció                      | Forrás |
| ----------------- | ------------------ | --------------------- | ------------------------------- | ------ |
| 2024. január 19.  | Nathan Aspinall    | Bahrain Darts Masters | 3 x T20; 3 x T20; T20, T19, D12 | [ 3 ]  |
| 2024. május 23.   | Luke Humphries     | Premier League        | 3 x T20; 3 x T20; T20, T19, D12 | [ 4 ]  |
| 2025. március 20. | Michael van Gerwen | Premier League        | 3 x T20; 3 x T20, T20, T17, D15 |        |
| 2025. július 26.  | Josh Rock          | World Matchplay       | 3 x T20; 3 x T20, T20, T17, D15 |        |